# Maître du Boèce Lallemant
Ne doit pas être confondu avec Maître du Boèce flamand.
Le Maître du Boèce Lallemant désigne par convention un enlumineur actif à Bourges entre 1490 et 1510. Il doit son nom à la famille de commanditaires installés à Bourges pour qui il travaille à plusieurs reprises, les Lallemant. Il est notamment l'auteur des miniatures d'un manuscrit de Boèce. 

## Éléments biographiques et stylistiques

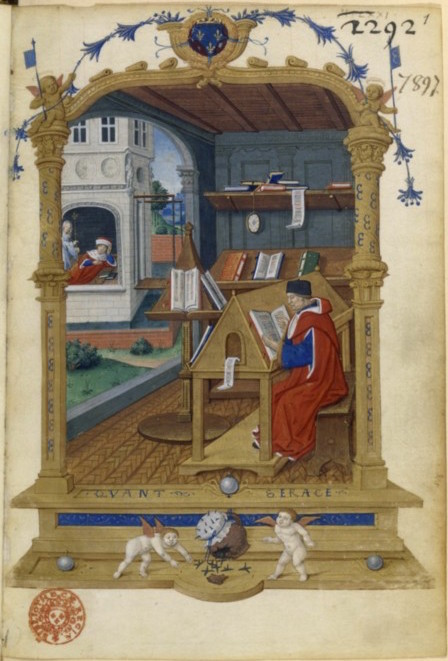
Boèce au travail, Consolation de Philosophie, BNF, Lat.6643.

La plupart des manuscrits attribués à cet artistes sont peints pour les membres d'une famille importante de la ville de Bourges, les Lallemant. Il s'agit de Jean Lallemant l'Aîné (mort vers 1533), maire de Bourges vers 1500 et conseiller du roi, receveur général de Normandie. Il est par ailleurs le propriétaire du célèbre Hôtel Lallemant à Bourges qui contient des décors similaires à ceux qu'a réalisé cet artiste anonyme dans ses livres. L'enlumineur a aussi travaillé pour son frère, Guillaume Lallemant, chanoine de Bourges et doyen de Tournai. Le dernier frère Jean Lallemant le Jeune (mort en 1548) est aussi bibliophile mais le maître anonyme ne semble pas avoir travaillé pour lui.
Le peintre est probablement un artiste berruyer, influencé dans un premier temps par son collègue Jean Colombe. Comme lui, il reprend la pratique des calendriers de livres d'heures aux miniatures à pleine page inspirées des Très Riches Heures du duc de Berry. Cependant, son style montre une évolution au cours de sa carrière sous l'influence de Jean Poyer, l'enlumineur tourangeau avec lequel il collabore à la réalisation d'un livre d'heures pour Jean Lallemant. Il lui emprunte en effet les mêmes modelés du visage, les mêmes détails dans les paysages, ainsi que ses encadrements plus classiques.

## Œuvres attribuées

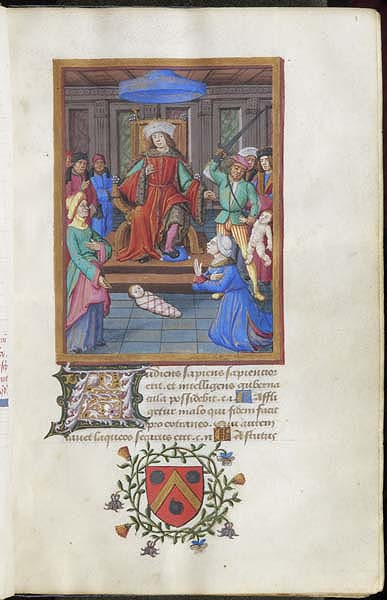
Le jugement de Salomon, Flosculus Proverbiorum Solomonis.

- Le Bon Valet de chien, extrait du Livre de chasse de Gaston Fébus, anc. coll. Marcel Jeanson, passé en vente chez Sotheby's 28 fév-1er mars 1987 (lot 464)
- Flosculus Proverbiorum Solomonis, une miniature de frontispice, destiné à Guillaume Lallemant, vers 1493, Bibliothèque de l'Université de Princeton, Garrett 31
- Roman de la rose  destiné à Jean Lallemant l'Aîné (Mort en 1533), Musée de l'Ermitage, Saint-Pétersbourg, Stieglitz 14045
- Consolation de Philosophie de Boèce destiné à Jean Lallemant l'Aîné, vers 1498, Bibliothèque nationale de France, Lat.6643
- Livre d'heures de Jean Lallemant l'Aîné, encadrement et calendrier par l'artiste, en collaboration avec Jean Poyer, démembré et dispersé, anc. coll. Rohan-Chabot, anc. coll. Firmin-Didot (vente 10-14 juin 1884, Ms.24), Walters Art Gallery, Baltimore (W.459), Fitzwilliam Museum, Cambridge (Ms.375) et British Library (Add.39641)
- Livre d'heures d'Agnès le Dieu, 248 folios, vers 1500-1510, coll. part., passé en vente chez Antiquariat Heribert Tenschert 2000 (Leuchtendes Mittelalter, p.442)[3]